# متردية
المتردية، مصطلح إسلامي ورد في القرآن الكريم. وردت الكلمة في سياق بعض المحرمات من الأطعمة، وذلك في سورة المائدة الآية رقم 3، والمراد بالمتردية: بهيمة الأنعامِ التي سقطت من مكانٍ شاهق كجبل أو حائط أو نحوهما، أو سقطت في بئر، فإذا ماتت فلا يحل أكلها، وهي محرمة بحسب الشريعة الإسلامية لأنها لم تُذَكه ذكاة شرعية .